# 中本賢のヨコハマガサガサ探検隊
中本賢のヨコハマガサガサ探検隊（なかもとけんのヨコハマガサガサたんけんたい）は、俳優の中本賢がパーソナリティ（ガサガサ探検隊・隊長）としてアール・エフ・ラジオ日本で月曜～木曜の9:00～11:30にラジオ日本横浜本社より放送されていたワイド番組である。

## 概要
番組の基本コンセプトは「発見・興奮・感動」と「いつも心に半ズボン」。番組はリスナーからの電子メール・FAX・手紙を中心に構成されており、優れた報告を送ったリスナーは、「ガサガサ探検隊・隊員」として登録され、同時に隊長である中本が自ら作成した隊員証が送付される。
放送開始は2003年3月31日で、放送開始当初は中本1人が番組を担当していたが、末期はアシスタントの逢地真理子と共に番組を進行している。（先代アシスタントはかわすみきみの。以前は朝倉奈々と横田まさみが交互に務めていたこともあった）
2006年10月2日より放送時間が拡大され、8:25～11:30の放送となったが、2008年9月25日をもって5年半の放送に終止符を打ち、解散（放送終了）した。

## 出演
- 隊長：中本賢
- 副隊長：逢地真理子
- レポーター：小倉功
- レポーター：さちまる（水曜日、木曜日）

## 主なコーナー
- ガサガサ・ディスカッション
新聞の隅っこに小さく掲載されている身近でトホホなニュースを取り上げるコーナー[1]。
- 小倉功のなんちゃって料理道場
小倉功がゲスト及びレポーターと料理対決し、どっちが美味しかったかを中本が判定する。
- 商店街ガサガサしようよ
川崎市出身の三姉妹音楽ユニット「ちょっキんず」が神奈川県内のとある場所をレポートし、生ライブも行った火曜日のコーナー（2007年8月 - 2008年3月）[2]。
- 賢ちゃんの釣り天国
木曜日11時台に放送されていたタックルベリー提供の釣り情報コーナー。同社の藤本伸也社長がゲスト出演したこともある[3]。

## 受賞歴
- 2006年：日本民間放送連盟賞 “NAB Awards 2006” ラジオ生ワイド番組部門優秀賞[1]